# B-17 Flying Fortress
『B-17 Flying Fortress (B-17 フライング・フォートレス)』は、マイクロプローズから発売されたアメリカの爆撃シミュレーション・ゲームである。

## 概要
第二次世界大戦のヨーロッパを舞台に、アメリカ軍第8空軍のB-17Gを操って、ドイツへの爆撃を行うフライトクルー・シミュレーションである。B-17Gの操縦のみならず、機長としてクルーの管理を行い、航法、防御か機関銃手、爆撃手、通信手として遊ぶゲームである。
1992年発売のDOS版 (en:B-17 Flying Fortress (video game)) の後、Windows用にB-17 フライング・フォートレスII (en:B-17 Flying Fortress: The Mighty 8th) が発売された。

## B-17 フライング・フォートレスII
2001年発売。完全日本語版がマイピックより発売された。
B-17Gだけではなく、連合国軍護衛戦闘機やドイツ軍迎撃機の操作も可能であった。

## 操作可能な機種

### B-17 フライング・フォートレスII
- 連合軍
  - B-17
  - P-38
  - P-47
  - P-51
- ドイツ軍
  - Fw190
  - Bf109
  - Me262